# Sheehan Tableland
Sheehan Tableland är en platå i Antarktis. Den ligger i Östantarktis. Nya Zeeland gör anspråk på området.